# Cincinnati Open 2010 - Doppio femminile
Il doppio femminile del Cincinnati Open 2010 è stato un torneo di tennis facente parte del WTA Tour 2010.
Cara Black e Liezel Huber erano le campionesse uscenti. Entrambe hanno partecipato quest'anno con un partner diverso. Black era in coppia con Anastasija Rodionova, ma è stata eliminata ai quarti di finale da Gisela Dulko e Flavia Pennetta. Huber era in coppia con Nadia Petrova, ma ha perso in semifinale contro Lisa Raymond e Rennae Stubbs.
Il torneo è stato vinto da Viktoryja Azaranka e Marija Kirilenko, che hanno battuto in finale Lisa Raymond e Rennae Stubbs con il punteggio di 7–6(4), 7–6(8).

## Teste di serie
Le prime quattro teste di serie passano direttamente al secondo turno. 
1. Liezel Huber /  Nadia Petrova (semifinale)
2. Gisela Dulko /  Flavia Pennetta (semifinale)
3. Květa Peschke /  Katarina Srebotnik (secondo turno)
4. Lisa Raymond /  Rennae Stubbs (finale)

1. Vania King /  Jaroslava Švedova (secondo turno)
2. Alisa Klejbanova /  Ekaterina Makarova (primo turno)
3. Chan Yung-jan /  Zheng Jie (quarti di finale)
4. Cara Black /  Anastasija Rodionova (quarti di finale)

## Tabellone

### Legenda
| - Q = Qualificato - WC = Wild card - LL = Lucky loser | - ALT = Alternate - SE = Special Exempt - PR = Protected Ranking | - w/o = Walkover - r = Ritirato - d = Squalificato |

### Parte bassa
| Primo turno | Primo turno                         | Primo turno | Primo turno | Primo turno | Primo turno | Primo turno |  |  | Secondo turno | Secondo turno               | Secondo turno | Secondo turno | Secondo turno | Secondo turno | Secondo turno |  |  | Quarti di finale | Quarti di finale       | Quarti di finale | Quarti di finale | Quarti di finale | Quarti di finale | Quarti di finale |  |  | Semifinali | Semifinali             | Semifinali | Semifinali | Semifinali | Semifinali | Semifinali |
|             |                                     |             |             |             |             |             |  |  |               |                             |               |               |               |               |               |  |  |                  |                        |                  |                  |                  |                  |                  |  |  |            |                        |            |            |            |            |            |
| 5           | V King J Švedova                    | 6           | 6           |             |             |             |  |  |               |                             |               |               |               |               |               |  |  |                  |                        |                  |                  |                  |                  |                  |  |  |            |                        |            |            |            |            |            |
|             | L Dekmeijere J Ditty                | 4           | 4           |             |             |             |  |  | 5             | V King J Švedova            | 3             | 6             | [6]           |               |               |  |  |                  |                        |                  |                  |                  |                  |                  |  |  |            |                        |            |            |            |            |            |
|             | S Mirza M Niculescu                 | 6           | 7           |             |             |             |  |  |               | S Mirza M Niculescu         | 6             | 1             | [10]          |               |               |  |  |                  |                        |                  |                  |                  |                  |                  |  |  |            |                        |            |            |            |            |            |
| WC          | J Hampton M Oudin                   | 4           | 65          |             |             |             |  |  |               |                             |               |               |               |               |               |  |  |                  | S Mirza M Niculescu    | 2                | 5                |                  |                  |                  |  |  |            |                        |            |            |            |            |            |
|             | V Azaranka M Kirilenko              | 7           | 6           |             |             |             |  |  |               |                             |               |               |               |               |               |  |  |                  | V Azaranka M Kirilenko | 6                | 7                |                  |                  |                  |  |  |            |                        |            |            |            |            |            |
|             | R Kops-Jones A Rosolska             | 5           | 1           |             |             |             |  |  |               | V Azaranka M Kirilenko      | 6             | 6             |               |               |               |  |  |                  |                        |                  |                  |                  |                  |                  |  |  |            |                        |            |            |            |            |            |
|             |                                     |             |             |             |             |             |  |  | 3             | K Peschke K Srebotnik       | 0             | 2             |               |               |               |  |  |                  |                        |                  |                  |                  |                  |                  |  |  |            |                        |            |            |            |            |            |
|             |                                     |             |             |             |             |             |  |  |               |                             |               |               |               |               |               |  |  |                  |                        |                  |                  |                  |                  |                  |  |  |            | V Azaranka M Kirilenko | 6          | 6          |            |            |            |
| 8           | C Black A Rodionova                 | 6           | 6           |             |             |             |  |  |               |                             |               |               |               |               |               |  |  |                  |                        |                  |                  |                  |                  |                  |  |  | 2          | G Dulko F Pennetta     | 2          | 1          |            |            |            |
|             | N Llagostera Vives A Parra Santonja | 3           | 4           |             |             |             |  |  | 8             | C Black A Rodionova         | 67            | 6             | [10]          |               |               |  |  |                  |                        |                  |                  |                  |                  |                  |  |  |            |                        |            |            |            |            |            |
|             | M Shaughnessy E Vesnina             | 4           | 6           | [10]        |             |             |  |  |               | M Shaughnessy E Vesnina     | 7             | 1             | [6]           |               |               |  |  |                  |                        |                  |                  |                  |                  |                  |  |  |            |                        |            |            |            |            |            |
|             | A Amanmuradova V Duševina           | 6           | 4           | [7]         |             |             |  |  |               |                             |               |               |               |               |               |  |  | 8                | C Black A Rodionova    | 4                | 4                |                  |                  |                  |  |  |            |                        |            |            |            |            |            |
|             | M-È Pelletier O Savčuk              | 2           | 6           | [5]         |             |             |  |  |               |                             |               |               |               |               |               |  |  | 2                | G Dulko F Pennetta     | 6                | 6                |                  |                  |                  |  |  |            |                        |            |            |            |            |            |
| ALT         | D Cibulková A Pavljučenkova         | 6           | 4           | [10]        |             |             |  |  | ALT           | D Cibulková A Pavljučenkova | 7             | 63            | [10]          |               |               |  |  |                  |                        |                  |                  |                  |                  |                  |  |  |            |                        |            |            |            |            |            |
|             |                                     |             |             |             |             |             |  |  | 2             | G Dulko F Pennetta          | 5             | 7             | [12]          |               |               |  |  |                  |                        |                  |                  |                  |                  |                  |  |  |            |                        |            |            |            |            |            |
|             |                                     |             |             |             |             |             |  |  |               |                             |               |               |               |               |               |  |  |                  |                        |                  |                  |                  |                  |                  |  |  |            |                        |            |            |            |            |            |